# Diogmites properans
Diogmites properans là một loài ruồi trong họ Asilidae. Diogmites properans được Bromley miêu tả năm 1936. Loài này phân bố ở vùng Tân Bắc giới.